# HD 64740
HD 64740 är en ensam stjärna belägen i den södra delen av stjärnbilden Akterskeppet. Den har en skenbar magnitud av ca 4,63 och är svagt synlig för blotta ögat där ljusföroreningar ej förekommer. Baserat på parallaxmätning inom Hipparcosuppdraget på ca 4,3 mas, beräknas den befinna sig på ett avstånd på ca 760 ljusår (ca 233 parsek) från solen. Den rör sig bort från solen med en heliocentrisk radialhastighet på ca 8 km/s.

## Egenskaper
HD 64740 är en blå till vit stjärna i huvudserien av spektralklass B1.5 Vp Den har en massa som är ca 9,6 solmassor, en radie som är ca 2,4 solradier och har ca 5 900 gånger solens utstrålning av energi från dess fotosfär vid en effektiv temperatur av ca 23 700 K.